# Thyreodon ornatipennis
Thyreodon ornatipennis là một loài tò vò trong họ Ichneumonidae.